# Lista över överbibliotekarier vid Lunds universitet
Universitetsbiblioteket vid Lunds universitet grundades 1666 och den första bibliotekschefen var Christopher Rostius. Sedan dess har en lång rad chefer eller överbibliotekarier avlöst varandra. 

## Längd över överbibliotekarierna vid Lunds universitet[1]
| Namn                          | Bild               | Född | Aktiv period | Avliden | Anmärkning                                                   |
| ----------------------------- | ------------------ | ---- | ------------ | ------- | ------------------------------------------------------------ |
| Christopher Rostius           |                    | 1620 | 1668-1672    | 1687    |                                                              |
| Erik Elfvedalius              | Erik Elfvedalius   | 1634 | 1672-1676    | 1677    |                                                              |
| Lars Norrman                  | Lars Norrman       | 1651 | 1683         | 1703    | Inte i aktiv tjänst                                          |
| Zacharias Hulth-Lilliestråhle |                    |      | 1684-1696    |         |                                                              |
| Bonde Humerus                 |                    | 1659 | 1696-1703    | 1727    |                                                              |
| Johannes Steuchius            | Johannes Steuchius | 1676 | 1703-1707    | 1742    |                                                              |
| Andreas Stobæus               | Andreas Stobæus    | 1642 | 1708-1714    | 1714    |                                                              |
| Nils Stobæus                  | Nils Stobæus       | 1694 | 1714-1716    | 1754    |                                                              |
| Petrus Aurivillius            | Petrus Aurivillius |      | 1716-1728    | 1728    |                                                              |
| Nils Lagerlöf                 | Nils Lagerlöf      | 1688 | 1729-1732    | 1769    |                                                              |
| Niclas von Oelreich           |                    | 1699 | 1732-1739    | 1770    |                                                              |
| Jonas Wåhlin                  |                    | 1699 | 1740-1744    | 1777    |                                                              |
| Johan Corylander              |                    | 1707 | 1745-1766    | 1775    |                                                              |
| Gustaf Sommelius              |                    | 1726 | 1767-1799    | 1800    |                                                              |
| Anders Lidbæk                 |                    |      | 1799-1828    |         |                                                              |
| Peter Wieselgren              | Peter Wieselgren   | 1800 | 1829-1833    | 1877    | Tillförordnad                                                |
| Henrik Reuterdahl             | Henrik Reuterdahl  | 1795 | 1833-1844    | 1870    |                                                              |
| Edvard Berling                |                    | 1813 | 1844-1883    | 1883    |                                                              |
| Elof Tegnér                   | Elof Tegnér        | 1844 | 1883-1900    | 1900    |                                                              |
| Carl af Petersens             | Carl af Petersens  | 1851 | 1900-1918    | 1925    |                                                              |
| Evald Ljunggren               |                    | 1865 | 1918-1932    | 1935    |                                                              |
| Per Wilner                    |                    | 1874 | 1932-1939    | 1946    |                                                              |
| Gunnar Carlquist              | Gunnar Carlquist   | 1889 | 1939-1955    | 1963    |                                                              |
| Krister Gierow                |                    | 1907 | 1955-1973    | 1979    |                                                              |
| Björn Tell                    |                    | 1918 | 1973-1983    | 2014    |                                                              |
| Kari Marklund                 |                    | 1938 | 1983-1987    | 2018    |                                                              |
| Göran Gellerstam              |                    | 1940 | 1988-2001    | 2024    |                                                              |
| Lars Bjørnshauge              | Lars Björnshauge   |      | 2001-2011    |         | Formellt universitetsbibliotekarie vid Biblioteksdirektionen |
| Jette Guldborg Petersen       |                    |      | 2012-2017    | 2017    |                                                              |
| Eva Nylander                  |                    | 1954 | 2017-2020    |         | Tillförordnad                                                |
| Håkan Carlsson                |                    | 1973 | 2020–        |         |                                                              |